# Пісочник фолклендський
Пісочник фолклендський (Charadrius falklandicus) — вид сивкоподібних птахів родини сивкових (Charadriidae). Мешкає на півдні Південної Америки.

## Опис
Довжина птаха становить 17-18,5 см, вага 62–72 г. Верхня частина тіла сірувато-коричнева, над дзьобом біла смуга. Хвіст і кінчики крил чорні. Нижня частина тіла біла з двома "комірцями": один між горлом і грудьми, другий між грудьми і животом. У самців "комірці" є більш вираженими. Під негніздовий період "комірці" сірувато-коричневі, як верхня частина тіла, а під час сезону розмноження стають чорними. Смуга на голові під час сезону розмноження стає коричневою. Дзьоб і лапи чорні.

## Поширення і екологія
Фолкленські пісочники гніздяться на узбережжях Аргентини, південного і центрального Чилі і локально на півдні Бразилії. Більша частина популяції взимку мігрує в північні райони Чилі, до Уругваю і південної Бразилії. Деякі популяції південної Патагонії не мігрують. Популяція Фолклендських островів також є осілою.
Фолклендські пісочники живуть на берегах прісноводних озер, на солончках, на піщаних і кам'янистих морських узбережжя.

## Розмноження
Фолклендські пісочники гніздяться з вересня по грудень, у високогір'ях пізніше. Не утворюють колоній. Гніздо являє собою неглибоку ямку, викопану в землі, серед трави або болота. В кладці 2-4 яйця палево-оливкових яйця, поцяткованих коричневими плямками. Інкубаційний період триває 28 днів.